# 維索凱 (頓內茨克州)
參數所指定的目標頁面不存在，建議更正成存在頁面或直接建立下列一個頁面（建立前請先搜尋是否有合適的存在頁面可以取代）：
- 維索凱

47°56′36″N 38°03′27″E / 47.94333°N 38.05750°E
維索凱（烏克蘭語：Високе）是位於乌克兰東部顿涅茨克州顿涅茨克区马基伊夫卡市镇的鎮，自2014年被俄羅斯入侵后一直被占領，按俄行政規劃是頓涅茨克人民共和國的市級鎮。
該鎮於1957年成為市級鎮，2018年人口為455人。

## 人口統計
根據 2001年烏克蘭人口普查，鎮民的母語分配如下：
- 乌克兰语：9.5%
- 俄语：90.0%
- 其他：0.5%